# Husnock
De Husnock zijn een fictief ras uit de sciencefictionserie Star Trek The Next Generation. Zij kwamen in slechts één aflevering voor; The Survivors.
De Husnock waren een agressief ras en in 2366 vielen zij de kolonie Rana IV aan, een planeet die tot de Federatie behoort. De enige overlevende op Rana IV was Kevin Uxbridge, een lid van de Douwd, een bijna almachtig ras. Uit wraak heeft Kevin Uxbridge alle Husnock vernietigd.